# Ogma paracivellae
Ogma paracivellae is een rondwormensoort. De wetenschappelijke naam van de soort is voor het eerst geldig gepubliceerd in 1992 door Decraemer W..